# Andreas Hadik von Futak
Andreas Hadik von Futak, en allemand : Andreas Reichsgraf von Hadik Futak ; hongrois : Futaki Hadik András gróf ; slovaque : maršal Andrej Hadík (né le 16 octobre 1710 à Csallóköz (Royaume de Hongrie), (Žitný ostrov de Slovaquie actuelle)  mort le 12 mars 1790 à Vienne), comte de Futak, était un général du Saint-Empire commandant, sous les ordres du prince Charles-Alexandre de Lorraine, d'un corps de l'armée impériale pendant la guerre de Sept Ans. Il a été gouverneur de Galicie et Lodomérie de janvier à juin 1774. De 1774 à 1790 il est le Président du Conseil de guerre. Il est le père de Károly József Hadik (en).
Membre de la famille Hadik, à l'âge de 20 ans, Hadik se porte volontaire dans le régiment de hussards de Ghilányi. À 22 ans, il reçoit le rang d'officier et devient porte-étendard dans l'armée impériale, dans le régiment de hussards sous les ordres de Dessewffy. Il combat pendant la guerre de Succession de Pologne (1733-1738) et la guerre russo-turque de 1737-1739. Il est promu capitaine en 1738.
Pendant la guerre de Succession d'Autriche (1740-1748), s'appuyant sur l'excellente formation de sa cavalerie légère de hussards, il acquiert la célébrité pour ses attaques surprises contre les Prussiens à Neisse (Nysa, en Pologne) et il est promu lieutenant-colonel. En 1744 il a obtient le grade de colonel, commandant de son régiment de hussards. Vers la fin de la guerre en 1747, il atteint le grade de général, commandant d'une brigade de cavalerie.
Au début de la guerre de Sept Ans (1756-1763), Hadik est l'auteur de l'action la plus fameuse de l'histoire des hussards. Alors que Frédéric II est en marche vers le sud avec sa puissante armée, le général hongrois avec moins de 5 000 cavaliers, contourne les Prussiens et s'empare de Berlin. La capitale est rendue aux Prussiens en échange d'une rançon de 200 000 thalers. Pour cet exploit, Hadik est promu au rang de maréchal.

## Sources
- (en) Cet article est partiellement ou en totalité issu de l’article de Wikipédia en anglais intitulé « András Hadik » (voir la liste des auteurs).